# Vinchio
Vinchio (Vinch o Vens o Vèins in piemontese) è un comune italiano di 532 abitanti della provincia di Asti in Piemonte.

## Geografia fisica
Il territorio del comune è diviso su un gruppo di colline che si trovano fra le Langhe e il Monferrato, alla convergenza di tre strade romane (Ramaudio, Luparia e Fonsmagna). Insieme a Vaglio Serra e Incisa Scapaccino, fa parte di quei comuni a ridosso della Riserva naturale speciale della Val Sarmassa, famosi per una pregevole coltivazione di vite, da cui si ottengono uve bianche e rosse.
Fra i vini tipici prodotti della zona spicca il Barbera, coltivato soprattutto nelle zone di frazione San Pancrazio e, in particolare, Bric Tre Vescovi, dove il vino prende il nome della frazione omonima a 255 metri s.l.m., poiché storicamente intersezione dei territori della Diocesi di Alessandria, della Diocesi di Acqui e della Diocesi di Asti. Anche lo stesso centro storico, che nel medioevo era sovrastato dal castello dei marchesi Scarampi del Carretto, è circondato dai colli coltivati a vigneto.
L'abitato si sviluppa lungo un crinale sulla sponda destra del torrente Tiglione.

## Origini del nome
È probabile che il toponimo derivi da alcuni documenti dell'XI secolo che attestano la località come Viginti, a indicare, probabilmente, "venti" miglia romane, di un antico percorso articolato che, probabilmente partiva da Alessandria o da Acqui Terme; il termine tuttavia, secondo altri, potrebbe essersi fuso con la radice celtoligure vi-nt, quest'ultima col significato di altura.

## Storia
Di antico insediamento prima celtico e poi romano, l'intero territorio fu liberato dai Saraceni da Aleramo del Monferrato, Conte di Acqui, ed è probabile che un piccolo borgo abbia cominciato a popolarsi grazie alle migrazioni di alcuni abitanti della vicina e preesistente Castelnuovo Calcea, a partire dal XII secolo.
Di proprietà del Marchese di Savona Bonifacio del Vasto, il borgo medioevale passò quindi sotto il potere vescovile, conteso tra il Capitolo di Acqui e Alessandria, per finire sotto le Signorie di Asti a partire dal XIV secolo. Passò quindi ai nobili Solaro di Asti, poi al Conte Antonio Scarampi, in seguito, per molti anni, ai Visconti di Pavia, fino almeno all'Impero di Carlo V d'Asburgo. Fu in questo periodo, nel XVI secolo, che fu eretta la chiesa della Confraternita della Santissima Trinità, più nota come chiesa dei Battuti, anche se il campanile è ottocentesco. Dal 1735 il feudo passò ai Savoia, che lo annetterono al Regno di Sardegna. Nel XVIII secolo fu ampliata la chiesa parrocchiale dei Santi Marco e Vincenzo.
Nel XX secolo Vinchio si distinse altresì come luogo di rifugio di sfollati e antifascisti della seconda guerra mondiale, luogo di rastrellamenti ed esecuzioni sommarie nel giugno e luglio 1944, tanto da istituire una Casa della Memoria della Resistenza e della Deportazione di Vinchio.
Negli anni più recenti il paese ha riqualificato il borgo e le sue offerte turistiche ed enogastronomiche, a cominciare dal suo tradizionale asparago.

### Simboli
Lo stemma del comune di Vinchio è stato concesso, insieme al gonfalone municipale,  con decreto del presidente della Repubblica del 17 settembre 1993.

## Società

### Evoluzione demografica
Abitanti censiti

## Cultura

### Musei
- Museo Multimediale di Davide Lajolo.
- Museo contadino all'aperto "Vinchio e le colline della Barbera" che racconta il ciclo di lavoro nei vigneti, suddiviso in tre parti.
- Casa della Memoria della Resistenza e della Deportazione, situata nell'ex municipio.

## Amministrazione
Di seguito è presentata una tabella relativa alle amministrazioni che si sono succedute in questo comune.
| Periodo        | Periodo        | Primo cittadino  | Partito                                  | Carica  | Note   |
| -------------- | -------------- | ---------------- | ---------------------------------------- | ------- | ------ |
| 13 giugno 1985 | 4 giugno 1990  | Domenico Festa   | lista civica                             | Sindaco | [ 10 ] |
| 4 giugno 1990  | 24 aprile 1995 | Domenico Festa   | Partito Democratico della Sinistra       | Sindaco | [ 10 ] |
| 24 aprile 1995 | 14 giugno 1999 | Lorenzo Giordano | sinistra                                 | Sindaco | [ 10 ] |
| 14 giugno 1999 | 14 giugno 2004 | Lorenzo Giordano | lista civica                             | Sindaco | [ 10 ] |
| 14 giugno 2004 | 8 giugno 2009  | Andrea Laiolo    | lista civica                             | Sindaco | [ 10 ] |
| 8 giugno 2009  | 26 maggio 2014 | Andrea Laiolo    | lista civica                             | Sindaco | [ 10 ] |
| 26 maggio 2014 | 27 maggio 2019 | Andrea Laiolo    | lista civica Insieme per il nostro paese | Sindaco | [ 10 ] |
| 27 maggio 2019 | in carica      | Chiara Zogo      | lista civica Vinchio domani              | Sindaco | [ 10 ] |

## Ecologia
Vinchio è uno dei 222 comuni italiani aderenti al progetto Rifiuti Zero. Esso si pone l'obbiettivo di riciclare più materiali possibili riutilizzando quelli che, con la tipologia di gestione di altre città, verrebbero considerati inutilizzabili. È l'unico della provincia di Asti a vantarsi di questa organizzazione dei rifiuti.